# Fleury-sur-Andelle
Fleury-sur-Andelle es una localidad y comuna francesa situada en la región de Alta Normandía, departamento de Eure, en el distrito de Les Andelys y cantón de Fleury-sur-Andelle.

## Demografía
| 1,680 | 1,604 | 1,817 | 2,039 | 2,015 | 1,901 |
| Para los censos de 1962 a 1999 la población legal corresponde a la población sin duplicidades (Fuente: INSEE [Consultar]) |       |       |       |       |       |